# Subei

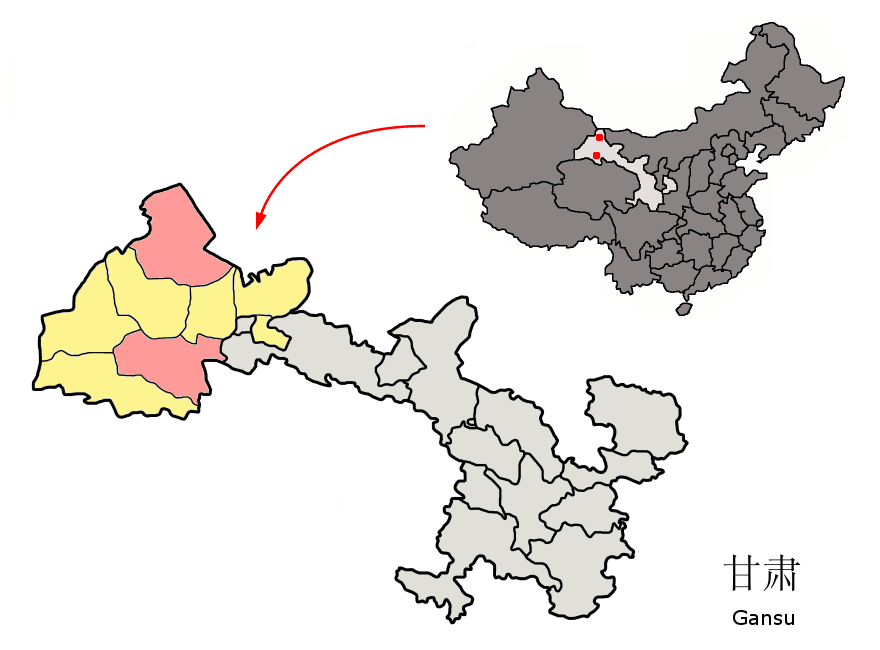
Lage des Autonomen Kreises Subei der Mongolen in Gansu

Der Autonome Kreis Subei der Mongolen (chinesisch 肃北蒙古族自治县, Pinyin Sùběi Měnggǔzú Zìzhìxiàn; mongolisch ᠰᠤᠪᠧᠢ ᠶᠢᠨ ᠮᠣᠩᠭᠣᠯ ᠥᠪᠡᠷᠲᠡᠭᠡᠨ ᠵᠠᠰᠠᠬᠤ ᠰᠢᠶᠠᠨ) gehört zum Verwaltungsgebiet der bezirksfreien Stadt Jiuquan in der nordwestchinesischen Provinz Gansu. Die Einwohnerzahl beträgt 15.400 (Stand: Ende 2018). Seine Fläche von 69.274 km² wird durch die kreisfreie Stadt Yumen und den Kreis Guazhou in zwei etwa gleich große Gebiete geteilt. Das nördliche dieser beiden Gebiete stellt auch die nördlichste Ausdehnung der Provinz Gansu dar, grenzt im Norden auf 84,95 km Länge an den Staat Mongolei (die einzige Außengrenze Gansus) und schiebt sich damit zwischen das Autonome Gebiet Innere Mongolei und das Uigurische Autonome Gebiet Xinjiang. Das politische, ökonomische und kulturelle Zentrum Subeis ist die Großgemeinde Dangchengwan; sie liegt im südlichen Teilgebiet des Autonomen Kreises. In Subei liegt der 5.798 m hohe Altun Shan, der dem Altun-Gebirge seinen Namen gegeben hat. Subei gehört zu den dünnstbesiedelten Gebieten Chinas.

## Administrative Gliederung
Der Autonome Kreis Subei der Mongolen besteht aus zwei Großgemeinden und einer Gemeinde ((Stand: Zensus 2010)):
- Großgemeinde Dangchengwan (党城湾镇), 5.268 km², 9.792 Einwohner;
- Großgemeinde Mazongshan (马鬃山镇), 27.987 km², 3.610 Einwohner;
- Gemeinde Shibaocheng (石包城乡), 9.869 km², 1.577 Einwohner;

Mit der Verwaltungsreform und Neugliederung der Flächenstruktur im Jahr 2006 wurden alle Gemeinden bis auf Shibaocheng aufgelöst. Heute setzt sich Subei nur noch aus den Großgemeinden Dangchengwan und Mazongshan und aus der Gemeinde Shibaocheng zusammen. Alle Flächen und Einwohner der anderen oben genannten Gemeinden wurden auf diese drei Verwaltungseinheiten verteilt.
Die ehemaligen Gemeinden sind:
- Gemeinde Yanchiwan (盐池湾乡), 19.000 km², ca. 840 Einwohner;
- Gemeinde Biegai (别盖乡), 5.852 km², ca. 910 Einwohner;
- Gemeinde Dangcheng (党城乡), 178 km², ca. 2.520 Einwohner;
- Gemeinde Yu'erhong (鱼儿红乡), 3.180 km², ca. 440 Einwohner;
- Gemeinde Mingshui (明水乡), 11.000 km², ca. 200 Einwohner.

## Ethnische Gliederung der Bevölkerung Subeis (2000)
Beim Zensus im Jahr 2000 wurden in Subei 13.046 Einwohner gezählt (Bevölkerungsdichte knapp 0,2 Einwohner/km²).
| Name des Volkes | Einwohner | Anteil  |
| --------------- | --------- | ------- |
| Han             | 8.566     | 65,66 % |
| Mongolen        | 4.112     | 31,52 % |
| Tibeter         | 209       | 1,60 %  |
| Hui             | 86        | 0,66 %  |
| Tu              | 41        | 0,31 %  |
| Yugur           | 15        | 0,12 %  |
| Mandschu        | 7         | 0,05 %  |
| Sonstige        | 10        | 0,08 %  |